# شرکت کاغذی

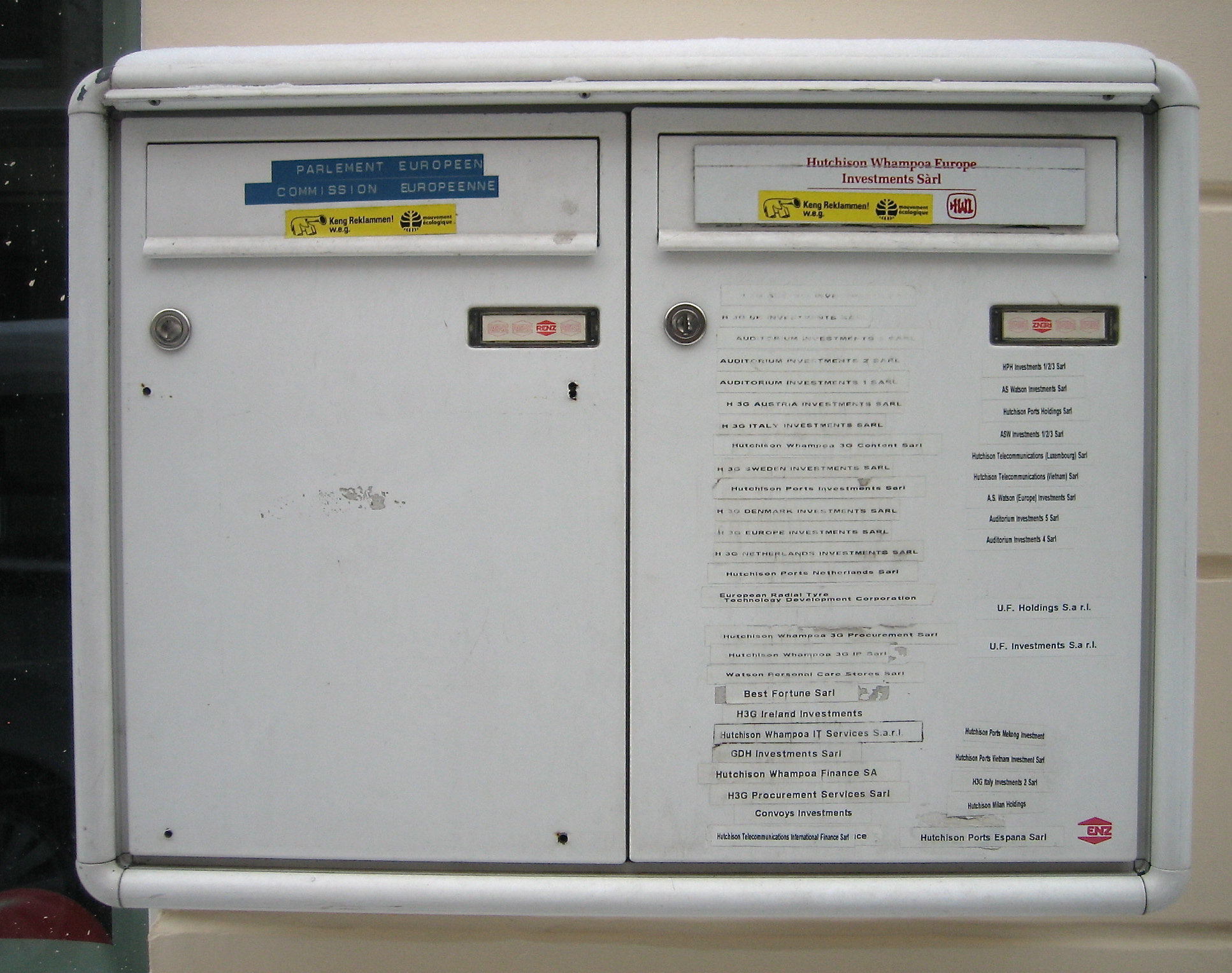
صندوق‌های پستی در شهر لوکزامبورگ، یکی از آنها میزبان تعداد زیادی شرکت در یک دفتر است.

شرکت کاغذی یا شرکت شل (انگلیسی: shell corporation) شرکتی است که فقط بر روی کاغذ وجود دارد و هیچ دفتر یا کارمندی ندارد، اما ممکن است دارای حساب بانکی بوده، در سرمایه‌گذاری غیرفعال مشارکت داشته باشد یا مالک اموال و دارایی‌های ملموس یا ناملموس (مالکیت معنوی) باشد.
این شرکت‌ها می‌توانند به عنوان ابزاری برای نقل و انتقالات مالی بدون آنکه خود وظیفه خاص یا دارایی قابل توجهی داشته باشند استفاده شوند.
گاهی اوقات شرکت‌های کاغذی برای فرار از مالیات، پولشویی یا ناشناس ماندن استفاده می‌شوند. هدف از ناشناس بودن می‌تواند حفاظت از اموال شخصی در برابر دیگران برای مثال در برابر همسر بعد از طلاق و تقسیم اموال یا در برابر بدهکاران یا مقامات دولتی باشد.
شرکت‌های کاغذی داری مقاصد تجاری مشروع هم می‌توانند باشند. ممکن است برای مثال نقش امانتدار در یک تراست را داشته باشد و درگیر هیچ فعالیت دیگری روی حساب‌های خود نباشد. این ساختار مسئولیت طرف امانتدار در تراست را محدود می‌کند.
شرکت‌های کاغذی همچنین می‌تواند در یک شراکت از بار مسئولیت شرکاء یا سرمایه گذاران بکاهد یا بخشی از یک تجارت را در مقابل ریسک باقی قسمت‌های آن مصون بدارد. این شرکت‌ها می‌توانند برای انتقال اموال و دارایی از یک شرکت به شرکتی جدید برای فرار از مسئولیت و بدهی‌های شرکت قبلی استفاده شوند.

## سوء استفاده
از شرکت‌های کاغذی برای کلاهبرداری نیز استفاده می‌شود. بدین ترتیب که با ایجاد چندین باره یک شرکت کاغذی خالی با نامی مشابه با نام یک شرکت واقعی و سپس افزایش ناگهانی قیمت شرکت کاغذی خالی، از فروش آن سود زیادی حاصل می‌شود (Pump and dump).
شرکت‌های کاغذی دیگری وجود دارند که با هدف مالکیت اموال و دارایی‌ها (شامل دارایی‌های ملموس نظیر املاک و مستغلات و ناملموس نظیر بهره مالکانه یا حق تکثیر) و دریافت درآمدی مشخص ایجاد شده‌اند. دلیل ایجاد همچین شرکتی می‌تواند محافظت از اموال در برابر دعوی قضایی و/یا پرداخت‌های مالیاتی (برخی از هزینه‌ها که برای اشخاص شامل مالیت نمی‌شوند ولی برای شرکت‌ها شامل مالیات می‌شود) باشد. گاهی اوقات شرکت‌های کاغذی برای فرار مالیاتی استفاده می‌شوند.